# La Palmita, Jalisco
La Palmita är en ort i Mexiko.   Den ligger i kommunen Lagos de Moreno och delstaten Jalisco, i den centrala delen av landet, 400 km nordväst om huvudstaden Mexico City. La Palmita ligger 2 061 meter över havet och antalet invånare är 209.
Terrängen runt La Palmita är platt åt sydväst, men åt nordost är den kuperad. Runt La Palmita är det ganska glesbefolkat, med 26 invånare per kvadratkilometer. Närmaste större samhälle är Palo Alto, 17,3 km norr om La Palmita. Trakten runt La Palmita består i huvudsak av gräsmarker.